# 표세진
표세진(表世振, 1937년 5월 3일 ~ 2005년 11월 11일)은 대한민국의 제8대 공정거래위원회 위원장을 역임한 공무원이다. 본관은 신창이며, 경상남도 함양군 출생이다.  

## 학력
- ~ 1956년 진주농림고등학교
- ~ 1962년 서울대학교 정치학 학사
- ~ 1969년 서울대학교 행정대학원 행정학 석사

## 경력
- 제7회 행정고시 합격
- 1970년 ~ 1976 경제기획원 예산국 사무관
- 1977년 경제기획원 투자4과, 기획3과, 조정1과 과장
- ~ 1985년 경제기획원 동향분석과, 물가총괄과, 총무과 과장
- 1985 ~ 1985년 경제기획원 공정거래실 심사관
- 1985 ~ 1992년 국무총리행조실 심의관
- 1992 ~ 1993년 국무총리행조실 3행정조정관
- 1993 ~ 1994년 국무총리행조실 4행정조정관
- 1994 ~ 1996년 제8대 공정거래위원회 위원장
- 1996년 대외경제정책연구원 상임자문위원
- 1999년 한국농어촌진흥공사 사외이사
- 2000~ 2002년 한국전력공사 비상임이사
- 2003년 대한주택공사 비상임이사